# Municipio VIII
Municipio Roma VIII ist die achte administrative Unterteilung der italienischen Hauptstadt Rom.

## Geschichte
Die Assemblea Capitolina (Stadtrat von Rom) errichtete mit seiner Resolution Nr. 11 am 11. März 2013 das Municipio, welches das ehemalige Municipio Roma XI und zuvor Circoscrizione XI ersetzte.

## Geographie

### Geschichtliche Unterteilung
Auf dem Territorium des Municipio sind die folgenden topografischen Bereiche der Hauptstadt Rom:

#### Quartiere
- Q. IX Appio-Latino (teilweise)
- Q. X Ostiense (teilweise)
- Q. XX Ardeatino (teilweise)
- Q. XXVI Appio-Pignatelli (teilweise)

#### Zone
- Z. XX Aeroporto di Ciampino (teilweise)
- Z. XXI Torricola
- Z. XXII Cecchignola (teilweise)
- Z. XXIII Castel di Leva (teilweise)

### Administrative Gliederung
Das Municipio Roma VIII umfasst die gleichen Zone Urbanistiche wie das vormalige Municipio Roma XIII:
| 11A              | Ostiense          | 7.775   |
| 11B              | Valco San Paolo   | 7.779   |
| 11C              | Garbatella        | 44.576  |
| 11D              | Navigatori        | 5.283   |
| 11E              | Tor Marancia      | 33.312  |
| 11F              | Tre Fontane       | 11.915  |
| 11G              | Grottaperfetta    | 16.269  |
| 11X              | Appia Antica Nord | 2.622   |
| 11Y              | Appia Antica Sud  | 744     |
| Nicht zuordenbar | Nicht zuordenbar  | 906     |
| Insgesamt        | Insgesamt         | 131.181 |

## Präsident
| Wahlperiode         | Wahlperiode   | Präsident                      | Partei                               | Anmerkungen             |
| ------------------- | ------------- | ------------------------------ | ------------------------------------ | ----------------------- |
| 2001                | 2006          | Massimiliano Smeriglio         | Partito della Rifondazione Comunista | ehemaliges Municipio XI |
| 2006                | 19. Juni 2016 | Andrea Catarci                 | Sinistra Ecologia Libertà            | ehemaliges Municipio XI |
| 20. Juni 2016       | 19. Juni 2016 | Paolo Pace                     | MoVimento 5 Stelle                   | Rücktritt               |
| seit 11. April 2017 |               | Virginia Raggi (kommissarisch) | MoVimento 5 Stelle                   |                         |